# Беляев, Николай Иванович (генерал-майор)
Беляев, Николай Иванович (20 июня 1897, Цеханов — 24 февраля 1976) — советский военачальник, генерал-майор (1940).

## Биография
Николай Иванович Беляев родился 20 июня 1897 в Цеханове (ныне Цеханув).
Участник Первой мировой войны, штабс-капитан.
Вступил в ряды Красной Армии в апреле 1918 года рядовым пулемётного полка.
Принимал участие в Гражданской войне в 1918—1921, в том числе, в качестве командира взвода.
В 1920 году вступил в ВКП(б).
В 1938 стал кавалером медали «XX лет Рабоче-Крестьянской Красной Армии».
4 ноября 1939 года постановлением СНК СССР № 04585 ему было присвоено воинское звание «комбриг».
В августе 1939 принял командование сформированной 139 стрелковой дивизией.
Выполнял командование 139 стрелковой дивизией в составе 3-го стрелкового корпуса 3-й армии Белорусского фронта в Польском походе 1939 года.
Участник советско-финской войны. После поражения 139-й стрелковой дивизии у озера Толвоярви 16 декабря 1939 был отстранён от должности командира дивизии, сохранив звание комбрига.
4 июня 1940 года после проведения аттестации постановлением СНК СССР № 945 ему было присвоено звание генерал-майора.
В период Великой Отечественной войны с 5 августа по 5 сентября 1941 года занимал должность начальника штаба 42-й армии Ленинградского фронта, затем был начальником оперативного отдела штаба 8-й армии того же фронта.
Ушёл в отставку в звании генерал-майора.
Умер 24 февраля 1976 года.

## Награды
- орден Ленина (21 февраля 1945)
- 2 ордена Красного Знамени (1940, 3 ноября 1944)
- медали